# Тухиня, Йозеф
Йозеф Тухиня (словац. Jozef Tuchyňa; 11 ноября 1941 — 9 ноября 2019) — словацкий военачальник, генерал-лейтенант, государственный деятель, министр внутренних дел (1993—1994) и начальник Генерального штаба Вооружённых сил Словакии (1994—1998).

## Биография
В 1963 году окончил Инженерно-техническое военное училище в Братиславе и начал военную службу в звании лейтенанта ВС ЧССР. До 1974 года командовал взводом, затем — ротой.
С 1974 по 1977 год учился в Военной академии в Брно. С 1977 до 1982 года служил в штабе 13-й танковой дивизии в Топольчани и штабе Восточного военного округа в г. Тренчин.
В 1982—1984 годах обучался в Военной академии Генерального штаба Вооруженных Сил СССР в Москве. После её окончания назначен начальником штаба 13-й танковой дивизии, а затем — командиром дивизии.
В 1988 году ему присвоено звание генерала и назначение на должность заместителя командующего Восточным военным округом в Тренчине. 2 ноября 1990 года Тухиня стал командующим Восточным военным округом. Находился на этом посту до 1992 года, после чего покинул армию ЧССР и стал членом правительства Владимира Мечьяра в качестве министра внутренних дел Словацкой Республики.
1 мая 1994 года восстановлен в вооружённых силах Словакии, служил советником министра обороны Словацкой Республики. 1 сентября 1994 года был назначен начальником Генерального штаба Вооружённых сил Словакии.
С 9 сентября 1998 года в отставке.